# Vasilije Kusovac

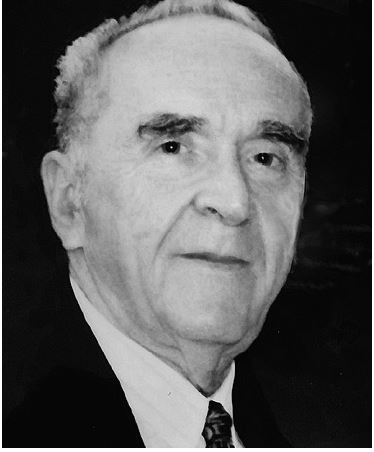
Vasilije Kusovac

Vasilije M. Kusovac (* 15. Mai 1929 in Cetinje; † 24. April 2013 ebenda) war ein jugoslawischer bzw. montenegrinischer Mediziner. Er wurde vor allem bekannt durch seine Forschungen über die Unfruchtbarkeit bei Frauen.

## Leben
Sein Medizinstudium begann Kusovac 1948 in Sarajevo. Während der Kominform wurde er aus der Fakultät ausgeschlossen. Er setzte sein Studium in Belgrad fort, wo er 1956 seinen Abschluss machte. Nach seinem Abschluss begann er eine Spezialisierung in Gynäkologie am Danilo I-Krankenhaus in Cetinje bei Rajko Djurisic, dem Leiter des gynäkologisch-geburtshilflichen Dienstes in Cetinje.
Kusovac war verheiratet und hatte drei Kinder. Kusovac war bekannt als ein bescheidener Humanist und wird von Predrag Sekulic in seinem Buch "Zdravstvena zaštita žene u Crnoj Gori" und von Andrija Rakovic in seinem Buch "Pobjeda" als jener geehrt.

## Schaffen
Vasilije Kusovac veröffentlichte seine Doktorarbeit 1982 in Novi Sad. Das Thema war Entwicklung der Frauengesundheitspflege in Montenegro - Status und Perspektiven. Die Dissertation wurde 1994 auf über 300 Seiten mit 460 Referenzen gedruckt. Diese Monografie bietet umfassende Informationen zur Entwicklung der Frauengesundheit in Montenegro und der gesamten Territoriums ex Jugoslawiens. Sie enthält die Namen von Ärzten, den ersten Gynäkologen in Montenegro. Die Daten zu gewalttätigen Abtreibungen sowie die ersten ausgebildeten Hebammen in Zadar, Belgrad und später in Cetinje und Podgorica sind hier aufgeführt. Die Dissertation wird heute als Nachschlagewerk eingesetzt.
Kusovac bezog aus dem Archiv Montenegros Informationen über Ärzte und russische Einwanderer, die in ganz Montenegro die Gesundheitsfürsorge förderten. Die Ergebnisse dieser Forschungen wurden von Kusovac auf einer wissenschaftlichen Konferenz in Cetinje am 4. Dezember 1998 zum 125. Jahrestag des Baus des Cetinje-Krankenhauses Danilo I bekannt gegeben. Dieses Papier trägt den Titel Russische Auswanderer, Ärzte in Montenegro, unter besonderer Bezugnahme auf ihren Beitrag zur Arbeit Danilo I Krankenhäuser zwischen dem Ersten und dem Zweiten Weltkrieg. Zu Beginn der Arbeit sagt Kusovac mit einer emotionalen Bemerkung:
"Diese Arbeit anlässlich des 125-jährigen Bestehens des Danilo I-Krankenhauses in Cetinje widme ich meinen Kollegen - Flüchtlingen vor den Schrecken, Leiden und dem Blut des Bürgerkriegs in Russland, die sie auf der Suche nach Brot, einem Dach und einer verlorenen Heimat nach Montenegro bringen, um dort ihre medizinische Ausbildung und ihr Wissen zu vermitteln. erworben in ganz Großrussland, die Bürger der früheren Kriege gefoltert und nach dem Krieg, Gott sei Dank, nur vorübergehend verloren Montenegro. Besondere Frömmigkeit und Erinnerung an den Charakter und die Arbeit von Vsevold Novikov, der der Öffentlichkeit europäischer Länder den chirurgischen Ruhm des Krankenhauses vermittelt.Russische Auswanderer - Ärzte in Montenegro, die auf den Pfaden ihres Unglücks sind - haben einen bedeutenden Beitrag zur Entwicklung der Gesundheitsversorgung und Medizin geleistet und stattdessen Lassen Sie uns abschließend noch ein großes Dankeschön sagen."
Mit dem Vor- und Nachnamen von 45 russischen Ärzten gibt Kusovac Auskunft darüber, wo sie geboren wurden, wann und wo sie ihren Abschluss gemacht haben und an welcher medizinischen Fakultät sie ihren Abschluss gemacht haben. Ein Aufsatz über russische Ärzte, Auswanderer, wurde 1998 in den Proceedings of the History of Montenegrin Medical Services, Cetinje, veröffentlicht.
Kusovac war Mitglied des Vorstands der Vereinigung der Gynäkologen und Geburtshelfer Jugoslawiens und Präsident der Gynäkologie-Gerburtshelfer Sektion der Ärztegesellschaft Montenegros.

## Auszeichnungen
Kusovac wurde mit der höchsten staatlichen Anerkennung von Montenegro (auch als "Trinaestojulska nagrada" bekannt) für seinen Beitrag im Gesundheitsbereich in Montenegro mit der Petar Miljanic Plakette ausgezeichnet.

## Veröffentlichungen
- Prilog proučavanju intraperitonealnih krvavljenja ovarijalnog porijekla kod negravidnih žena Medicinski zapisi, 1960, 10, 35–41.

" Intraperitonealna krvavljenja genitalnog porijekla 1962, 12, 227–234.
- Redak slučaj torzije hidrosalpinksa – Beograd: [Srpsko lekarsko društvo], 1962, 863–865.
- Rehabilitacija u ginekologiji i akušerstvu sa posebnim osvrtom na inflamatorna oboljenja Medicinski zapisi, 1963, 13, 35–41.
- Korporalni carski rez i ruptura materice Medicinski zapisi, 1963, 14, 67–69.
- Medikamentozno vođenje porođaja Medicinski zapisi, 1964, 15, 54–60.
- Psihogeni faktor u ginekologiji i akušerstvu Medicinski zapisi, 1966, 19, 135–143.
- Trudnoća i putovanje Pobjeda, XXIV/1967, 2622, 10
- Naša iskustva sa histerosalpingografijama kod atipičnih krvarenja u ginekologiji Medicinski zapisi, 1969, 22, 51–58.
- Prilog proučavanju mollae hydatidosae i chorionepithelioma Medicinski zapisi, 1970, 23, 97–102.
- Cerviksna trudnoća, mola i početni horionepiteliom Srpski arhiv za celokupno lekarstvo, C- 1972, 3, 429–434.
- mit VUKOVIĆ D., DARMANOVIĆ B. Radna sposobnost kod benignih i malignih tumora u ginekologiji Medicinski zapisi, 1973, 26, 143–147.
- Proslava stogodišnjice osnivanja Bolnice “Danilo I” na Cetinju Medicinski zapisi, 1974, 28, 91–94.
- Simultana ekstra i intrauterina trudnoća Medicinski zapisi, 1976, 31/32, 235–238.
- mit VUKIĆ Milutin, VUJANOVIĆ Savo, SIMANIĆ Šćepan, VUJANOVIĆ Milivoje, VUJOVIĆ Miodrag, LOPIČIĆ Branka Fibramiom uterusa, hidrotoraks ascites – operacijom fibromioma. Jugoslovenska ginekologija i opstetricija IX/1980, 57–60.
- mit VUKIĆ, M., LOPIČIĆ, B. Rupture uterusa na našem porodilištu za poslednjih 30 godina (1951–1980.godina) Medicinski zapisi, 1982, 38, 331–334.
- mit VUKIĆ, M., VUJANOVIĆ, M., VUJANOVIĆ, S., LOPIČIĆ, B. Akutni abdomen u ginekologiji i akušerstvu – osvrt na ekstremno urgentna stanja na našem materijalu Medicinski zapisi, 1982, 38, 335–338.
- mit TODOROVIĆ, M., IVANOVIĆ, Ž., MIJOVIĆ, M., PETRIČEVIĆ, B., VUKIĆ, M. Osvrt na organizaciju i pružanje akušerske pomoći u toku zemljotresa 1979. Godine na područjima Cetinja, Bara i Kotora Medicinski zapisi, 1982, 38, 171–177.
- mit MILOŠEVIĆ, V., KULIŠ, M. Krukenberg-ov metastazni tumor ovarijuma u jedne bolesnice. Srpski arhiv za celokupno lekarstvo CXI/1983, 3, 363–365.
- mit LOPIČIĆ Branka[et al.] Dispanzer za žene u Cetinju i operativni razvoj do kraja XX vijeka. U: Zbornik radova / VIII kongres ljekara Crne Gore Titograd, 5–7. X 1989. – Titograd: Društvo ljekara SR Crne Gore, 1989. – str. 63–66.
- mit LOPIČIĆ Branka[et al.] Operativni zahvati kod starijih osoba na materijalu ginekološko akušerskog odjeljenja u Cetinju . U: Zbornik radova / VIII kongres ljekara Crne Gore Titograd, 5–7. X 1989. – Titograd : Društvo ljekara SR Crne Gore, 1989. – str. 545–547.
- Stanje i perspektive razvoja zdravstvene zaštite žena do kraja XX vijeka. U: Zbornik radova / VIII kongres ljekara Crne Gore Titograd, 5–7. X 1989. – Titograd : Društvo ljekara SR Crne Gore, 1989. – str. 28–39.
- Prvi ginekolozi i akušeri na sadašnjoj teritoriji Crne Gore. U: Zbornik radova / XXXV Ginekološko-akušerska nedelja [Srpskog lekarskog društva] Beograd, 16. i 17. maj 1991. godine. – Beograd: [Srpsko lekarsko društvo, Ginekološko-akušerska sekcija], 1991. – str. 393–396.
- mit BERIĆ Berislav M. Magistri opstetricije na tlu današnje Jugoslavije (1763–1914) . U: Zbornik radova / XXXVII ginekološko-akušerska nedelja SLD Beograd, 27. i 28. maj 1993. godine. – Beograd : Srpsko lekarsko društvo, Ginekološko-akušerska sekcija, 1993. – str. 362–367.
- mit Knežević M., Mihajlović V Primjena interferentnih struja u kompleksnom liječenju ginekoloških oboljenja – 1993 Medicinski zapisi. – ISSN 0419-7747. – 42, 46, str. 65–67.
- Zdravstvena zaštita žena u Crnoj Gori između I i II Svjetskog rata (1918–1941) Zbornik radova / XXXVIII ginekološko-akušerska nedelja SLD, Beograd 2. i 3. Juni, 1994. godine. – Beograd : Srpsko lekarsko društvo, Ginekološko-akušerska sekcija, 1994. – str. 434–443.
- 125 godina Bolnice “Danilo I”. U: Zbornik radova iz istorije crnogorskog saniteta / [redakcioni odbor Vasilije Kusovac … [et al.] – Cetinje: Bolnica “Danilo I”, 1998. – Str. 11–21.
- Zdrastvene funkcije u vrijeme dinastije Petrović – Njegoš – Podgorica: CANU, Naučni skupovi, knj. 60, 2002. – Str. [303]-319;
- Natalitet u Crnoj Gori u svjetlu strukturnih i drugih promjena poslije drugog svjetskog rata Demografska kretanja i populacioni problemi u Crnoj Gori / urednik Petar Vlahović. – Podgorica: CANU, 2006. – (Naučni skupovi; knj. 74. Odjeljenje društvenih nauka ; knj. 29). – ISBN 86-7215-175-5. – Str. 347–360.
- Sanitet na Cetinju između dva rata Matica. – ISSN 1450-9059. – God. 8, br. 31 (2007), str. 395–404.
- Zdravstvene prilike u Crnoj Gori u toku drugog svjetskog rata Matica. – ISSN 1450-9059. – God. 10, br. 37/38 (2009), str. 379–408.
- mit Aleksandar-Saša Gladović In memoriam Pobjeda. – ISSN 0350-4379. – God. 65, br. 15559 (2. April 2009), str. 6.
- mit RADULOVIĆ Jelena Apsentizam žene i neke socijalno-ekonomske karakteristike Medicinski zapisi. – ISSN 0419-7747. – God. 43, br. 47 (decembar 1994), str. 77–82.
- M.Ruski emigranti – ljekari u Crnoj Gori, sa posebnim osvrtom na njihov doprinos u radu Bolnice “Danilo I” između I i II svjetskog rata. U: Zbornik radova iz istorije crnogorskog saniteta / [redakcioni odbor Vasilije Kusovac … [et al.] – Cetinje: Bolnica “Danilo I”, 1998. – Str. 71–83.